# Fernando Francisco da Costa Ferraz
Fernando Francisco da Costa Ferraz (Rio de Janeiro, 8 de junho de 1838 – 8 de novembro de 1907) foi um médico brasileiro.
Doutorado pela Faculdade de Medicina do Rio de Janeiro em 1866, defendendo a tese “Leite, sua composição, conservação, falsificação e meios de reconhece-lo”. Foi eleito membro da Academia Nacional de Medicina em 1865, com o número acadêmico 102, na presidência de José Pereira Rego.